# Tessère d'Haasttse-baad
Haasttse-baad Tessera
La tessère d'Haasttse-baad (désignation internationale : Haasttse-baad Tessera) est un terrain polygonal situé sur Vénus dans le quadrangle de Greenaway. Il a été nommé en référence à Haasttse-baad, une déesse Navajo de la bonne santé.
Sur ce tessère se trouve un complexe annulaire d'environ 1 500 km de diamètre, qui pourrait représenter un bassin d'impact semblable à Valhalla (sur Callisto), formé tardivement. Si c'est bien le cas, ce serait la structure d'impact la plus grande  et la plus ancienne sur Vénus.